# Сорокин, Виктор Семёнович
Ви́ктор Семёнович Соро́кин (25 декабря 1912, Москва — 25 августа 2001, Липецк) — Народный художник РСФСР (1991), Заслуженный художник РСФСР (1976).

## Биография
Виктор Семёнович Сорокин родился в 25 декабря 1912 года в Москве.
Виктор Сорокин: «Жили мы в Москве, на 1-й Мещанской, напротив Рижского вокзала, в двухэтажном собственном доме. Внизу магазин был, он принадлежал нашей семье, наверху жили дед, дядя — брат бабушки, богатый, он имел несколько домов, они сдавались внаем. Дед владел в начале века подносной фабрикой в Подмосковье. Бабушка, мать отца, была из дворян, рано умерла. Брат бабушки взял к себе моего отца на воспитание.»
В 1917 году лишился родителей. Вместе с двумя братьями попал в детский дом «Суханово» в Московской области. В 1928 году был переведён в трудовую коммуну им. Ф.Э Дзержинского в Люберецком районе Московской области. Там мальчик занимался в студии изобразительного искусства.
Виктор Сорокин: «Когда мне было лет 16, нас из детского дома перевели в трудовую коммуну имени Дзержинского под Люберцами. Она находилась в бывшем монастыре Николо-Угрешском. Привезли нас и повели в столовую. А там столы дубовые, скамейки, как в монастырской трапезной. Я ходил в столярный цех. Дерево полюбил, хотел мастером стать. Там ребята были хорошие, они завлекли меня в рисовальный кружок.»
В 1936 году Сорокин был зачислен на 2 курс в Московского художественного института. В 1939 году участвовал во Всесоюзной выставке произведений молодых художников, посвященной 20-летию ВЛКСМ.
С началом войны Виктор Сорокин был эвакуирован вместе с институтом в Самарканд, где находился до 1943 года.
Виктор Сорокин: «В первые месяцы войны я работал в специальной бригаде: мы делали цветомаскировку зданий — расписывали крыши „под деревья“. В октябре 41-го года (…) институт эвакуировали в Самарканд. Ехали мы долго, целый месяц, в царском поезде, в одном вагоне с Владимиром Андреевичем Фаворским и его семьей, скульптором Матвеевым, Ульяновым, Фальком, Сергеем Герасимовым, Моором. Фаворский все читал в дороге. В Самарканде мы с ребятами украдкой наблюдали, как Фаворский рисует. Самарканд — это новый виток в развитии. Сама природа ставила другие живописные задачи.»
В 1945 году художник успешно закончил институт, защитив с отличием дипломную работу «Самаркандский пейзаж». В 1946 году становится участником Всесоюзной художественной выставки. Его работу «Самаркандский пейзаж» приобретает Министерство культуры СССР. Сорокина принимают в Союз художников СССР и Московское товарищество художников.
В 1948 году Сорокин переселился в Елец, где преподавал живопись в художественном училище.
Виктор Сорокин: «Елец сыграл для меня самую важную роль. В 1948 году приехал в Елец и там я сразу почувствовал себя хорошо: природа, архитектура, простота жизни. Было ощущение свободы. Натура — вокруг тебя. Если бы не Елец, может, и не выжил бы в Москве как художник. Много писал, преподавал в художественном училище.»
В 1957 году Сорокин переехал в Липецк. Жизнь в провинции сильно повлияла на его мировоззрение.
Жизнь в Липецке первые десять-пятнадцать лет была для Сорокина особенно нелегкой: город не готов был принять его живопись, не было заработка, семья жила почти впроголодь. Только бывшие ученики — Виктор Королев, Вилен Дворянчиков, Евгений Сальников, Александр Сорокин и ещё немногие художники их круга — знали, чего он стоит и пытались ему помочь, а неизменное, с начала 1960-х годов, участие в крупнейших выставках страны постепенно заставило и некоторых других признать его исключительность.
В 1960 году участвует в Первой художественной выставке «Советская Россия», и с этого времени регулярно участвует в региональных, всероссийских и всесоюзных художественных выставках.
В конце 40-х, в 50-60-е годы его произведения передавали умиротворение, неспешное наслаждение жизнью. Он писал лирические пейзажи — легко, свободно, в меру обобщенно: он никогда не любил подробной изобразительности. Живопись была построена на мягких цветовых гармониях, едва уловимой игре оттенков. С 1970-х годов набирает силу экспрессия — основная тенденция творческого тридцатилетия. Свои картины он писал в стиле «Хороший день» — яркие, сочные цвета, гармония, свежесть, азарт исполнения. Излюбленные жанры — натюрморт, пейзаж, интерьер, портрет. Со временем Сорокин пишет картины все быстрее, решительнее, смело деформируя формы. Крепко привязанный к натуре, с 1980-е годов Сорокин от изобразительности активно движется к живописно-пластическому выражению содержания. Мировоззрение и творчество Сорокина — нерасторжимы. Отсюда идет колористическая и композиционно-пространственная цельность его произведений, передающая цельность мира. С середины 1980-х годов Виктор Сорокин испытывает подъём. Наступивший этап — апофеоз творчества Сорокина. Он полон сил и обогащен человеческой мудростью. Его любовь к жизни перерастает в страсть. Он дорожит каждым мигом, неповторимым, невозвратимым. Надо успеть прочувствовать, успеть превратить в живопись. Темп его кисти — стремителен, цветовые отношения напряжены, обобщения и деформации смелы, фактура предельно выразительна. Он находит наиболее лаконичные пластические формы, концентрирующие содержание. Художник пишет все крупнее, предвидя метаморфозы восприятия: на большом расстоянии вкусное красочное месиво на холсте преобразуется в трехмерное пространство, как он достигает пространственности — неразрешимая загадка.
Скончался в Липецке 25 августа 2001 года.
Своими учителями Сорокин считал французских импрессионистов и постимпрессионистов. Его искусство выражало вечные ценности — жизнь, красота и любовь. Художник был убежден, что настоящая живопись может передать все. Он считал, что цель искусства — поднимать дух людей.

## Выставки при жизни
- Участник Первой художественной выставки «Советская Россия» (1960)
- Первая персональная выставка Виктора Сорокина (Елец, 1973)
- Выставка «В.Сорокин, Ю.Гришко» (Москва, 1979)
- Международный плэнэр в Германии (1980),
- «В.Сорокин, Ю.Гришко» (Липецк, 1982 год),
- Персональная выставка (Липецк, 1987),
- Выставка «В.Сорокин, Ю.Гришко» (Москва, 1988),
- Персональная выставка (Франция, 1990),
- Выставка русского искусства (Сеул, 1990),
- Республиканский плэнэр (Елец, 1990),
- Персональная выставка к 80-летию художника (Липецк, 1992),
- Персональная выставка (Москва, галерея «Les Oreades», 1994),
- Персональная выставка в Международном центре славянской письменности и культуры (Москва, 1996),
- Персональная выставка к 85-летию художника (Липецк, 1995)
- Персональная выставка к 85-летию художника (Москва, ЦДХ, 1997)
- Персональная выставка к 85-летию художника (Москва, галерея «Les Oreades», 1997)
- Выставка «В.Сорокин, Ю.Гришко» (Минск, 1998)
- Персональная выставка (Москва, Малый Манеж, 2000)
- Персональная выставка (Франция, 2000)
- Выставка в Музее-мастерской В. С. Сорокина — Доме Мастера (Липецк, июнь 2001)
- Участие в плэнэре (Елец, июнь 2001).

## Награды
- Орден Почёта (26 января 1998)[7]
- Орден Трудового Красного Знамени (1971)
- Орден Дружбы народов (22 августа 1986)
- Народный художник РСФСР (1991)
- Заслуженный художник РСФСР (1976)
- Почётный гражданин города Липецка (1994)
- Золотая медаль Российской академии художеств, орден «Знак почета» (1997)

## Память
- В центре Липецка на улице Ленина, 2, в 1992 году был учрежден Музей-мастерская народного художника России В. С. Сорокина. Он расположился в стенах дома аптекаря В. Вяжлинского 1910 года постройки ( памятник архитектуры). В 1993 году его отремонтировали. Ныне это — Художественный музей имени В. С. Сорокина «Дом мастера».
- В Ельце в 1992 году открыт частный музей В. С. Сорокина. Учредитель Е. П. Крикунов.
- Именем В. С. Сорокина названа Детская художественная школа № 1 на Липовской улице, 12а.
- В июле 2019 году в Липецке на улице Ленина около Дома Мастера установлен памятник Виктору Сорокину.

- Художественный музей имени В. С. Сорокина
- Дом Мастера на улице Ленина в Липецке
- Памятник Виктору Сорокину в Липецке